# أفونسو سيلسو باستوري
أفونسو سيلسو باستوري (من مواليد 19 يونيو 1938) هو اقتصادي برازيلي والرئيس السابق للبنك المركزي البرازيلي (1983-1985)، وكان أيضًا وزير الخزانة في ساو باولو.
يعمل كخبير اقتصادي في لاتين سورس في البرازيل، وهو رئيس ومؤسس شركة إيه سي باستور وشركاه، وهي شركة استشارات اقتصادية مقرها ساو باولو. يعمل باستور كمستشار برازيلي لـ لاتين سورس وهي شبكة من المستشارين المستقلين.
كان باستوري رئيسًا للبنك المركزي البرازيلي من 5 سبتمبر 1983 إلى 14 مارس 1985 عندما كان رئيس البرازيل هو جواو بابتيستا فيغيريدو. شغل سابقًا منصب وزير المالية لولاية ساو باولو من مارس 1979 إلى مارس 1983 عندما كان حاكما ساو باولو هما باولو سليم مالوف وخوسيه ماريا مارين. وقبل ذلك كان مدير الأبحاث في معهد البحوث الاقتصادية، وهي مؤسسة مرتبطة بقسم الاقتصاد في جامعة ساو باولو. كما شغل منصب مدير الأبحاث في مؤسسة مركز دراسات التجارة الخارجية.
حصل باستوري على درجتي البكالوريوس والدكتوراه في الاقتصاد من جامعة ساو باولو، حيث شغل مناصب أستاذ وعميد قسم الاقتصاد من 1978 إلى 1999. ويواصل تدريس دورات الدراسات العليا حول «الاقتصاد الكلي للاقتصاد المفتوح» و«المال والبنوك» و«الاقتصاد القياسي».